# برند پیچتسریدر
برند پیچتسریدر (انگلیسی: Bernd Pischetsrieder؛ زادهٔ ۱۵ فوریهٔ ۱۹۴۸) مهندس و مدیر اجرایی اهل آلمان است، که هم‌اکنون به‌عنوان رئیس هیئت مدیره شرکت دایملر آگ فعالیت می‌کند. وی پیش‌تر ریاست هیئت مدیره شرکت‌های میونیک ره، اسکانیا، گروه فولکس‌واگن، سیات و ب‌ام‌و را نیز برعهده داشت.